# Kolla källan
Kolla källan är en webbplats hos Skolverket. Kolla källan beskrivs av Skolverket som "ett webbaserat stöd [...] med bland annat checklistor om källkritik och sociala medier som lärare och elever kan använda".
Det finns också avdelningar som behandlar upphovsrätt och dataskyddsförordningen i skolan, samt ett avsnitt som behandlar sociala medier. Kolla källan står för ett brett medietänkande: många olika typer av källor och medier ska användas vid informationssökning och i skolan ska man få möjlighet att använda, jämföra och granska dem. Den primära målgruppen för Kolla källan är lärare och skolbibliotekarier, men på webbplatsen finns också resurser som riktar sig direkt till elever. Kolla källan startades 1999 av Ann Wiklund på Skolverket, men fördes över till Myndigheten för skolutveckling 1 mars 2003. Från 1 oktober 2008 är Kolla källan tillbaka på Skolverket.[källa behövs]
2019 blev projektgrundaren Anette Holmqvist en av mottagarna av priset Det gyllenet förstoringsglaset (utdelat av Metros "Viralgranskaren" och Internetstiftelsen).